# Militärkommando Nordöst (Brasilien)
Militärkommando Nordöst (pt: Comando Militar do Nordeste) är ett av Brasiliens åtta militärkommandon (ungefär motsvarande militärområde). Militärkommandots område omfattar delstaterna Alagoas, Bahia, Ceará, Paraíba, Pernambuco, Piauí, Rio Grande do Norte och Sergipe. Underställt militärkommando Nordöst är 6:e, 7:e och 10:e militärregionerna (Região Militar) som ansvarar för fredsorganisationen, 7:e och 10:e motoriserade infanteribrigaderna som utgör insatsförbanden samt understödsförband i form av ingenjörstrupper, signaltrupper, militärpolis och underrättelseförband. De motoriserade infanteribrigaderna har stor operativ rörlighet och utgör en del av arméns rörliga förbandsreserv.
I militärkommandot finns också ett antal fristående infanteri- och jägarbataljoner. Dessa är organiserade under 6:e och 10:e militärregionerna och har spaning, bevakning och antisabotage som huvuduppgift. Flera av jägarbataljonerna har en lång historia och har bland annat utmärkt sig i strid i den brasilianska expeditionsstyrkan under andra världskriget. Ett annat specialförband är 72:a motoriserade infanteribataljonen som är specialiserat på att verka i den torra och ogästvänliga miljön i Caatinga. För att skydda sig mot taggar och törnen har soldaterna speciella skyddsuniformer tillverkade av tjockt läder.

## Organisation

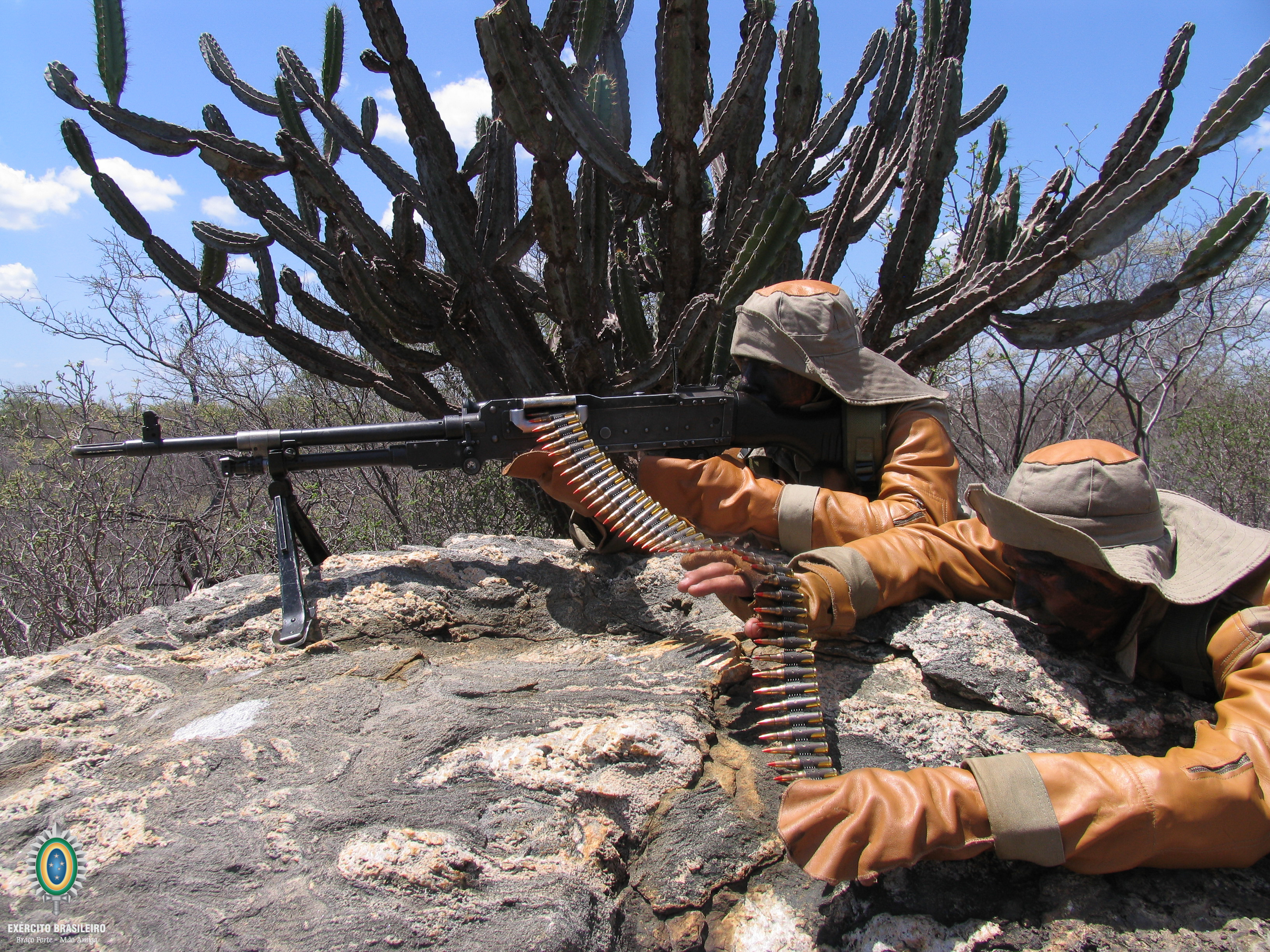
72:a motoriserade infanteribataljonen är ett förband som är specialiserat på att verka i den torra och ogästvänliga miljön i Caatinga. För att skydda sig mot taggar och törnen har soldaterna speciella skyddsuniformer tillverkade av tjockt läder.

Militärkommando Nordöst (Comando Militar do Nordeste) – Recife
 6:e militärregionen (6ª Região Militar) – Salvador
 19:e jägarbataljonen (19º Batalhão de Caçadores) – Salvador
 28:e jägarbataljonen (28º Batalhão de Caçadores) – Aracaju
 35:e infanteribataljonen (35º Batalhão de Infantaria) – Feira de Santana
 6:e armépolisbataljonen (6º Batalhão de Polícia do Exército) – Salvador
 6:e försörjningsdepån (6º Depósito de Suprimentos) – Salvador
 7:e militärregionen (7ª Região Militar) – Recife
 Underhållsverkstad (Parque Regional de Manutenção) – Recife
 Garnisonssjukhuset i João Pessoa (Hospital de Guarnição de João Pessoa) – João Pessoa
 Garnisonssjukhuset i Natal (Hospital da Guarnição de Natal) – Natal
 7:e försörjningsdepån (7º Depósito de Suprimento) – Recife
 20:e inskrivningskontoret (20ª Circunscrição do Serviço Militar) – Maceió
 21:a inskrivningskontoret (21ª Circunscrição do Serviço Militar) – Recife
 23:e inskrivningskontoret (23ª Circunscrição do Serviço Militar) – João Pessoa
 24:e inskrivningskontoret (24ª Circunscrição do Serviço Militar) – Natal
 10:e militärregionen (10ª Região Militar) – Fortaleza
 23:e jägarbataljonen (23º Batalhão de Caçadores) – Fortaleza
 25:e jägarbataljonen (25º Batalhão de Caçadores) – Teresina
 40:e infanteribataljonen (40º Batalhão de Infantaria) – Crateús
 10:e försörjningsdepån (10º Depósito de Suprimento) – Fortaleza
 Garnisonssjukhuset i Fortaleza (Hospital de Guarnição de Fortaleza) – Fortaleza
 25:e inskrivningskontoret (25ª Circunscrição do Serviço Militar) – Fortaleza
 26:e inskrivningskontoret (26ª Circunscrição do Serviço Militar) – Teresina
 16:e armépoliskompaniet (16ª Companhia de Polícia do Exército) – Fortaleza
 7:e motoriserade infanteribrigaden (7ª Brigada de Infantaria Motorizada) – Natal
 15:e motoriserade infanteribataljonen (15º Batalhão de Infantaria Motorizado) – João Pessoa
 16:e motoriserade infanteribataljonen (16º Batalhão de Infantaria Motorizado) – Natal
 31:a motoriserade infanteribataljonen (31º Batalhão de Infantaria Motorizado) – Campina Grande
 16:e mekaniserade kavalleriregementet (16º Regimento de Cavalaria Mecanizado) – Bayeux
 17:e fältartillerigruppen (17º Grupo de Artilharia de Campanha) – Natal
 7:e armépolisplutonen (7º Pelotão de Polícia do Exército) – Natal
 10:e motoriserade infanteribrigaden (10ª Brigada de Infantaria Motorizada) – Recife
 14:e motoriserade infanteribataljonen (14º Batalhão de Infantaria Motorizado) – Jaboatão dos Guararapes
 59:e motoriserade infanteribataljonen (59º Batalhão de Infantaria Motorizado) – Maceió
 71:a motoriserade infanteribataljonen (71º Batalhão de Infantaria Motorizado) – Garanhuns
 72:a motoriserade infanteribataljonen (72º Batalhão de Infantaria Motorizado) – Petrolina
 7:e fältartillerigruppen (7º Grupo de Artilharia de Campanha) – Olinda
 14:e logistikbataljonen (14º Batalhão Logístico) – Recife
 10:e mekaniserade kavalleriskvadronen (10º Esquadrão de Cavalaria Mecanizado) – Recife
 10:e ingenjörskompaniet (10ª Companhia de Engenharia de Combate) – São Bento do Una
 7:e sambandskompaniet (7ª Companhia de Comunicações) – Recife
 10:e armépolisplutonen (10º Pelotão de Polícia do Exército) – Recife
 1:a ingenjörsgruppen (1º Grupamento de Engenharia de Construção) – João Pessoa
 1:a ingenjörsbataljonen (1º Batalhão de Engenharia de Construção) – Caicó
 2:a ingenjörsbataljonen (2º Batalhão de Engenharia de Construção) – Teresina
 3:e ingenjörsbataljonen (3º Batalhão de Engenharia de Construção) – Picos
 4:e ingenjörsbataljonen (4º Batalhão de Engenharia de Construção) – Barreiras
 7:e pionjärbataljonen (7º Batalhão de Engenharia de Combate) – Natal
 4:e sambandsbataljonen (4º Batalhão de Comunicações de Exército) – Recife
 4:e armépolisbataljonen (4º Batalhão de Polícia do Exército) – Recife
 5:e underrättelsekompaniet (5ª Companhia de Inteligência) – Recife